# Userkaf
Userkaf var den första faraonen under Egyptens femte dynasti i Gamla riket och härskade omkring 2500–2490 f.Kr. Om hans person och regeringstid finns mycket få referenser. Han är känd för konstruktionen av pyramidkomplexet vid Sakkara och ett soltempel.

## Familj
Userkafs härkomst och familj är höljda i dunkel. Enligt Manetho kom Userkaf från Elefantine i söder, huruvida detta är baserat på fakta är okänt. Oklart är också hans förhållande till den kungliga familjen under fjärde dynastin och hans efterträdare. Han var barnbarn till Djedefra.
Enligt en berättelse i Westcar-papyrusen nämns Userkafs efterträdare Sahure och Neferirkare som två av tre trillingar och söner till Redjedet. Den senare anses inom forskningen vara identisk med Chentikaus I, som bar titeln "mor till två kungar av Övre och Nedre Egypten". Om förhållandet mellan Userkaf och Chentikaus råder det oenighet.
Han ses delvis som gemål och var då far till Sahure och Neferirkare, men delvis också som son till Chentikaus och var då bror till båda sina efterträdare. Hans förhållande till en drottning vid namn Neferhetepes som kanske var identisk med en av Djedefras döttrar med samma namn är också oklart. Hon begravdes i en pyramid bredvid Userkafs, och hon ses delvis som Userkafs och Sahures mor.

## Regeringstid
Turinpapyrusen och Manetho anger båda 7 år. Skatte- och kreatur-avräkningen som hölls ungefär vartannat år anger som högsta årtal den "3:e avräkningen", vilket tyder på en regeringstid på omkring 6 år. Inom forskningen anses Userkaf ha regerat omkring 7–8 år.

## Titulatur
1. ↑  Alan H. Gardiner: The royal canon of Turin. Bildtavla 2.